# Open Sud de France 2017
Open Sud de France 2017 — тенісний турнір, що проходив на кортах з твердим покриттям у місті Монпельє, Франція з 6 лютого. Належав до категорії ATP World Tour 250.

## Фінальна частина

### Одиночний розряд
Александр Зверєв —  Рішар Гаске 7–6(7–4), 6–3

### Парний розряд
Александр Зверєв /  Міша Зверєв —  Фабріс Мартен /  Деніел Нестор 6–4, 6–7(3–7), [10–7]